# Svea Regina
Die Svea Regina war eine 1972 in Dienst gestellte Fähre der schwedischen Reederei Stockholms Rederi AB Svea. Das zwischenzeitlich auch für Kreuzfahrten genutzte Schiff wechselte mehrfach seinen Namen und Eigner, ehe es 2005 ausgemustert und in Indien abgewrackt wurde.

## Geschichte
Die Svea Regina wurde am 2. Juni 1971 unter der Baunummer 127 bei Dubegion-Normandie in Nantes auf Kiel gelegt und am 3. Dezember 1971 vom Stapel gelassen. Ursprünglich sollte sie für die finnische Reederei Silja Line in Dienst gestellt werden, ging dann jedoch an die Rederi AB Svea. Nach seiner Ablieferung am 25. Mai 1972 wurde das Schiff am 5. Juni 1972 auf der Strecke von Stockholm nach Helsinki in Dienst gestellt.
In den folgenden Jahren war die Svea Regina auf verschiedenen Fährrouten im Einsatz. Von Juni bis September 1977 wurde sie an die Cie Nationale Algerienne de Navigation Maritime verchartert und von Algier nach Marseille eingesetzt. Nachdem das Schiff anschließend wieder für kurze Zeit in schwedischen Gewässer im Einsatz war diente es von März bis Mai 1978 als Wohnschiff im Hafen von Stord.
Nachdem sie von Mai bis September 1978 noch einmal im Fährdienst vor Schweden im Einsatz gewesen war, wurde die Svea Regina als Regina an die Finska Ångfartygs Ab verkauft und fortan unter Charter der Polska Zegluga Baltycka auf der Strecke zwischen Danzig, Nynäshamn und Helsinki genutzt. Nach Auslaufen der Charter unternahm das Schiff im April 1979 eine einzelne Kreuzfahrt von Kiel nach Kirkenes, ehe es ab Juni wieder im Fährdienst zwischen Turku und Stockholm in Fahrt war.
Im September 1979 charterte Brittany Ferries die Regina und setzte sie im Oktober weiter auf der Strecke von Turku nach Stockholm ein. Nach nur einem Monat wurde das Schiff im November 1979 jedoch an die Karageorgis Lines verkauft und als Mediterranean Sun nach Griechenland überführt, wo es 1980 auf der Strecke von Patras nach Ancona in Fahrt kam.
Nachdem sie 1981 ungenutzt in Piräus gelegen hatte, wechselte die Mediterranean Sun 1982 unter dem Namen Odysseas Elytis auf die Strecke von Ancona über Piräus und Heraklion nach Alexandria und im Folgejahr von Piräus nach Rhodos. Im Dezember 1983 wurde das Schiff zur Evakuierung von Soldaten der Palästinensischen Befreiungsorganisation aus Beirut eingesetzt. 1984 nahm es wieder den normalen Fährbetrieb zwischen Ancona und Alexandria auf.
Im Juni 1985 ging die Odysseas Elytis als Scandinavian Sky an die auf den Bahamas ansässige Kreuzfahrtreederei SeaEscape. Nachdem das Schiff in Rendsburg für den Kreuzfahrtbetrieb umgebaut wurde, nahm es im Juli 1985 den Dienst für Kurzreisen zwischen Miami und Nassau auf.
Im Dezember 1989 ging die Scandinavian Sky unter dem Namen Tallink an die gleichnamige Reederei und wurde ab Januar 1990 zwischen Helsinki und Tallinn eingesetzt.
Am 22. April 1995 lief die Tallink vor Sveaborg auf ein Riff, wodurch ein drei Meter langes Loch in den Rumpf gerissen wurde und die Maschinenanlage ausfiel. Die 981 an Bord befindlichen Passagiere mussten evakuiert werden, anschließend wurde das Schiff in den Hafen von Sveaborg geschleppt. Nach Reparaturarbeiten in Åbo konnte es am 26. Juni 1995 wieder in Dienst gestellt werden.
Nach einer Modernisierung im Dezember 1996 wurde die Tallink im Juli 1998 als Mama Tanzania verkauft und im Oktober von der Sayed Nasr Navigation Lines in Ägypten übernommen, die sie ab 1999 als Eltor für den Pilgerverkehr zwischen Sues und Dschedda einsetzte.
2001 wurde die Eltor in Monte Carlo umbenannt, erhielt aber noch im selben Jahr den Namen El Safa. Nach weiteren vier Jahren im Dienst wurde das Schiff im April 2005 zum Abbruch ins indische Alang verkauft, wo es am 21. September 2005 unter dem Überführungsnamen Safa eintraf.

## Schwesterschiff
Das Schwesterschiff der Svea Regina war die ebenfalls 1972 in Dienst gestellte Aallotar der Silja Line, die seit 1978 als Rogalin im Einsatz war. Das 2003 ausgemusterte Schiff wurde etwa ein Jahr vor der ehemaligen Svea Regina im Frühjahr 2004 in Alang abgewrackt.